# Kiddusch Lewana

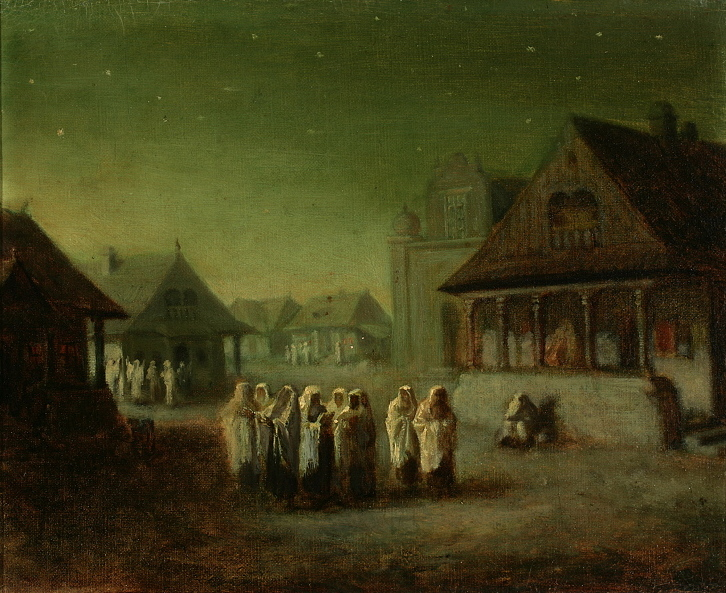
Wacław Koniuszko: Von der Synagoge (Kiddusch Lewana) (polnisch: Powrót z synagogi) (1880), Nationalmuseum Warschau

Kiddusch Lewana (hebräisch קִדּוּשׁ לְבָנָה dt. Mondheiligung, Mondweihe) oder Birkat haLewana (hebräisch בִּרְכַּת הַלְּבָנָה; dt. Mondsegen) ist die jüdische Segnung des Neuen Mondes. Sie findet nach dem Monatsanfang des jüdischen Kalenders (Rosch Chodesch) statt, der sich am Zeitpunkt des Neulichts (Moled) orientiert.

## Beschreibung
Der Zeitpunkt des Kiddusch Lewana wird nach dem Mondkalender bestimmt. Er liegt zwischen dem des vierten Tages nach Neumond, da der neue Mond erst zu diesem Zeitpunkt am Himmel zu erkennen ist, und dem 14. beziehungsweise 15. Tag Monatsmitte, also dem Zeitpunkt, an dem der Mond nicht mehr zunehmend ist. Der gebräuchlichste Termin ist der Motza'ei Shabbat, also der Samstagabend nach Schabbat, wenn der Mond sichtbar ist.
Da der Mond sichtbar sein muss und nicht vollständig von Wolken verdeckt sein darf, wird der Neumondsegen an Orten, an denen das Wetter regnerisch ist oder der Himmel oft bewölkt ist, zum ersten möglichen Zeitpunkt, also gegebenenfalls auch vor Motza'ei Shabbat gesprochen.
Im babylonischen Talmud vergleicht Jochanan ben Sakkai den Beter, der den Mondsegen vollzieht, mit jenem, der die Schechina begrüßt. Der Mondsegen wird dort auf Ex 12,2  („Dieser Monat soll für euch der Anfangsmonat sein, er sei euch der erste von den Monaten des Jahres!“) zurückgeführt. Der Mondsegen wird auch nach Ps 89,38  symbolisch auf die Erneuerung des jüdischen Volkes bezogen.
Die Zeremonie wird in der Regel im Freien nach Aufgang des Mondes abgehalten. Aus diesem Grund ist der Segen in den Gebetsbüchern oft in besonders großen Buchstaben abgedruckt oder an der Außenseite der Synagoge zu lesen.
In den Chassidischen Gemeinden ist das Kiddusch Lewana eine Zeremonie für die ganze Gemeinde: „Unter freiem Himmel versammelt sich die Gemeinde – besonders bei den Chassidim wird auf die Gemeinschaft zur Birkat lewana hoher Wert gelegt […]“ oder wenigstens den Minjan. Der Mondsegen kann aber auch an einem Werktag und allein vorgetragen werden: „Nachdem der neue Monat nun begonnen hat, erwartet man in den ersten Tagen das Sichtbarwerden der zunehmenden Mondsichel. Man geht nach Einbruch der Dunkelheit ans Fenster oder hinaus und spricht, wenn man den neuen Mond erblickt, einen Segen über ihn, Birkath haLevanah. […]“
Im Monat Tischri wird das Kiddusch Lewana je nach Tradition wegen Jom Kippur unterschiedlich gehandhabt: Eigentlich ist der Mondsegen eine freudige Sache, da aber im Tischri zwischen dem Monatsanfang und Jom Kippur die Tage der Umkehr liegen, verschieben einige Gemeinden den Segen bis nach Jom Kippur, während in der Tradition des Gaon von Wilna der Mondsegen als Gebot (Mitzwa) zum frühestmöglichen Zeitpunkt – also vor Jom Kippur – gesprochen werden soll.